# Динозаври в культурі

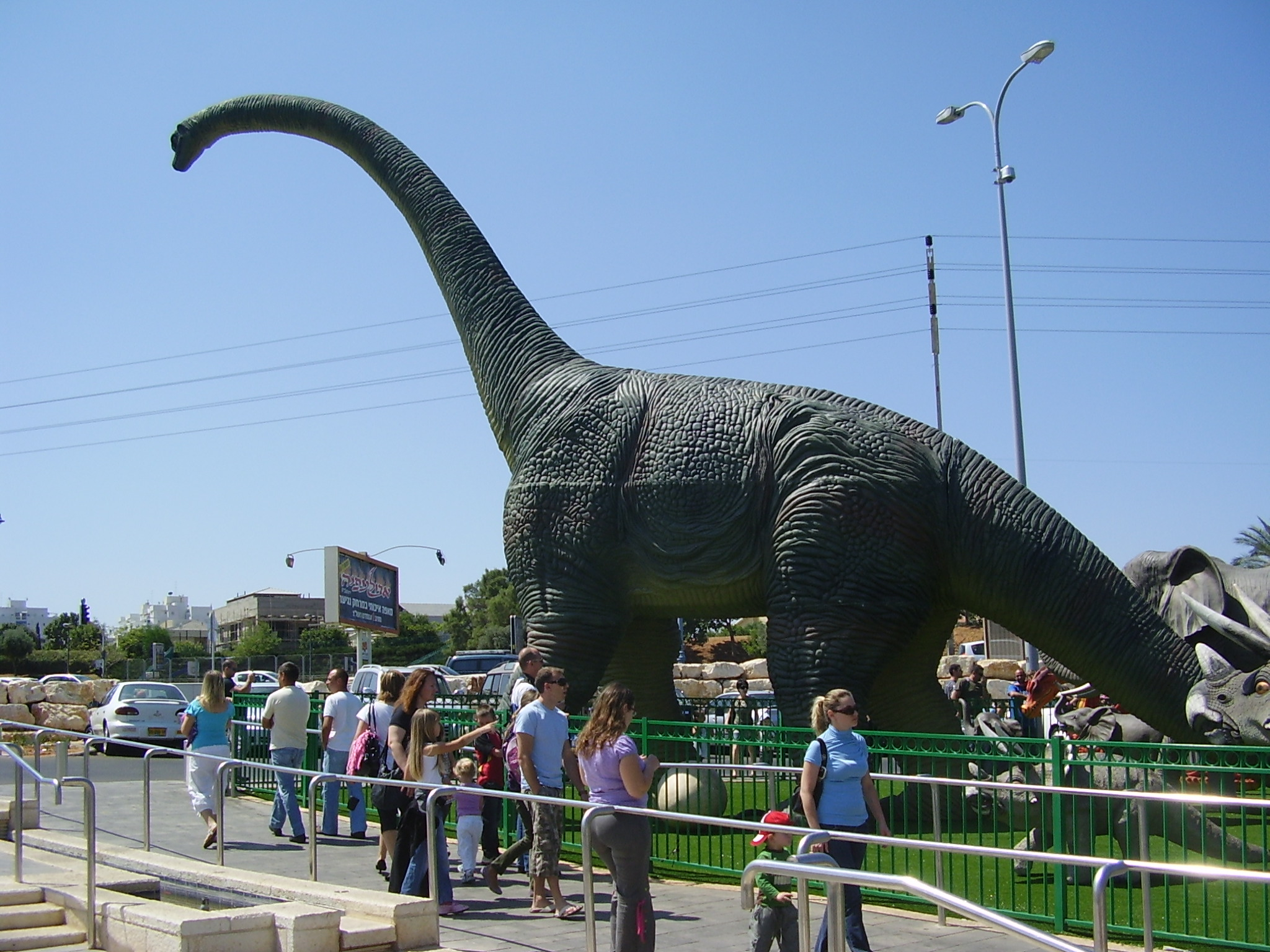
Скульптура брахіозавра, Рішон-ле-Ціон, Ізраїль

Зображення динозаврів у культурі були численними відтоді, як у 1842 році з'явилося слово «динозавр». Непташині динозаври зображалися в книгах, фільмах, телевізійних програмах, творах мистецтва та інших засобах масової інформації як з освітньою, так і з розважальною метою. Зображення варіюються від реалістичних, як у телевізійних документальних фільмах 1990-х років і перших десятиліть XXI століття, до фантастичних, як у фільмах про монстрів 1950-х і 1960-х років.
З часів Ренесансу динозаврів (кінець 1960-х) інтерес до палеонтології та викопних істот починав зростати. З того часу мистецькі зображення динозаврів стали важливим засобом донесення наукових відкриттів до громадськості.
Однак художні образи також часом створювали або посилювали хибні уявлення про динозаврів та інших доісторичних тварин, наприклад, неточне й анахронічне зображення своєрідного «доісторичного світу», де багато видів вимерлих тварин (від пермського диметродона до мамутів і печерних людей) співіснували разом, або уявлення про те, що динозаври живи у постійній боротьбі. Інші хибні уявлення походять від наукового консенсусу, який зараз заперечується, наприклад, що динозаври були повільними й нерозумними істотами, або використання слова «динозавр» для позначення чогось неадаптованого чи застарілого.
Художні реконструкції завжди є гіпотетичними, адже скам'яніння та інші механізми фосилізації не зберігають усіх деталей організму. Будь-яка реконструкція — це так чи інакше особистий погляд художника, натхненний іншими тогочасними творами та науковим консенсусом, що у наш час міг застаріти.

## Образ в масовій культурі

### Рання історія людства до 1900 року: Перші уявлення

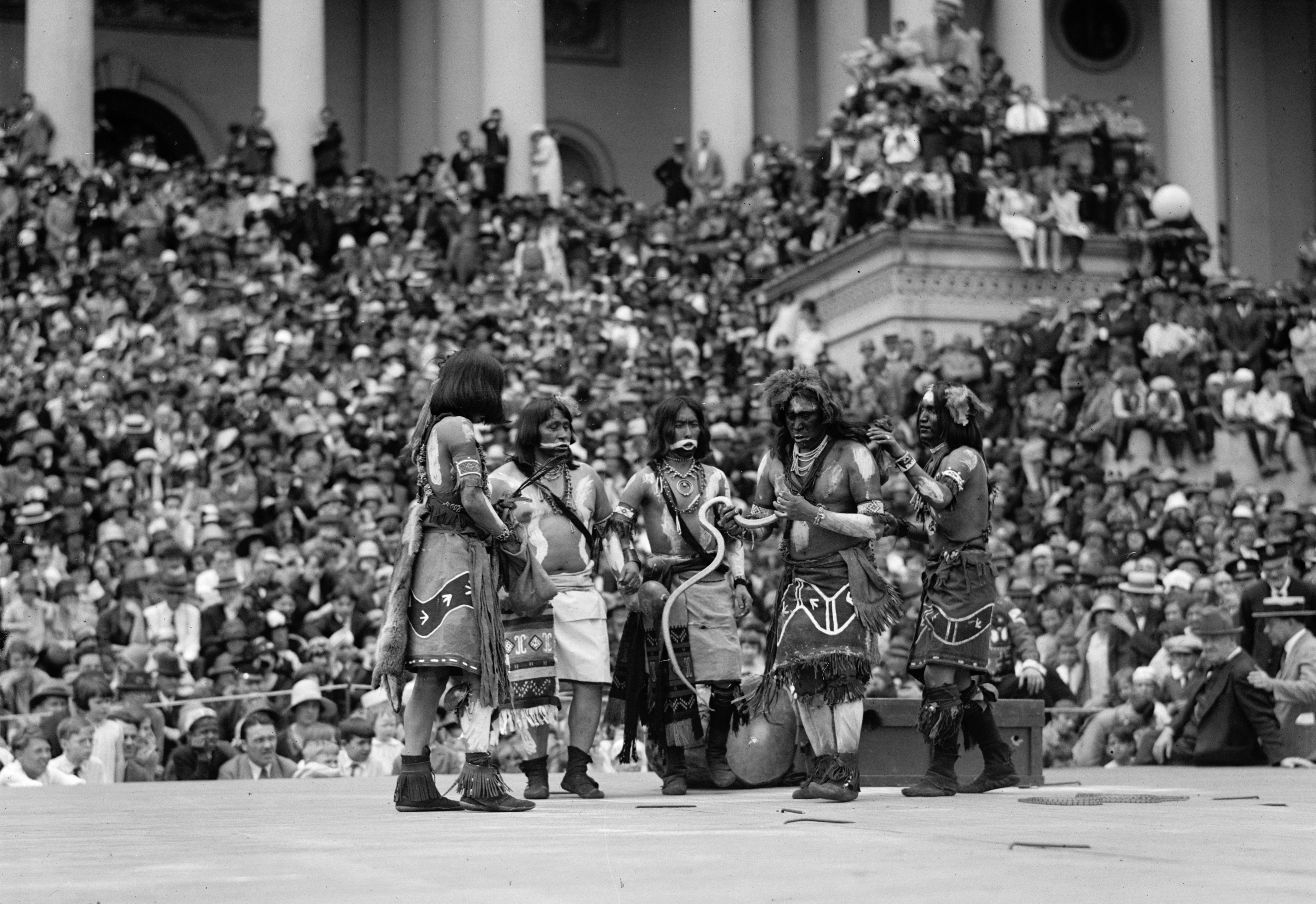
На думку, використання трипалих слідів в орнаментації костюмів корінних американців (тут: на прикладі танцю змії хопі), ймовірно, було натхненне слідами динозаврів

Перші спроби реконструювати викопних тварин за скам'янілими останками робилися ще в античності. Стародавні греки, а за ними й римляни вважали, що кістки динозаврів належали міфічним гігантам. В християнській Європі Середньовіччя й Відродження кістки динозаврів та інших велетенських вимерлих істот приписувалися допотопним велетням і тваринам, яких Ной не взяв на ковчег.
За словами фольклористки Адрієнни Майор, в народ навахо у теперішній Арізоні проводили церемонії та приносили жертви скам'янілим слідам динозаврів. Тридактильні сліди також прикрашали костюми та наскельні малюнки індіанців хопі та зуні, ймовірно, під впливом таких слідів.

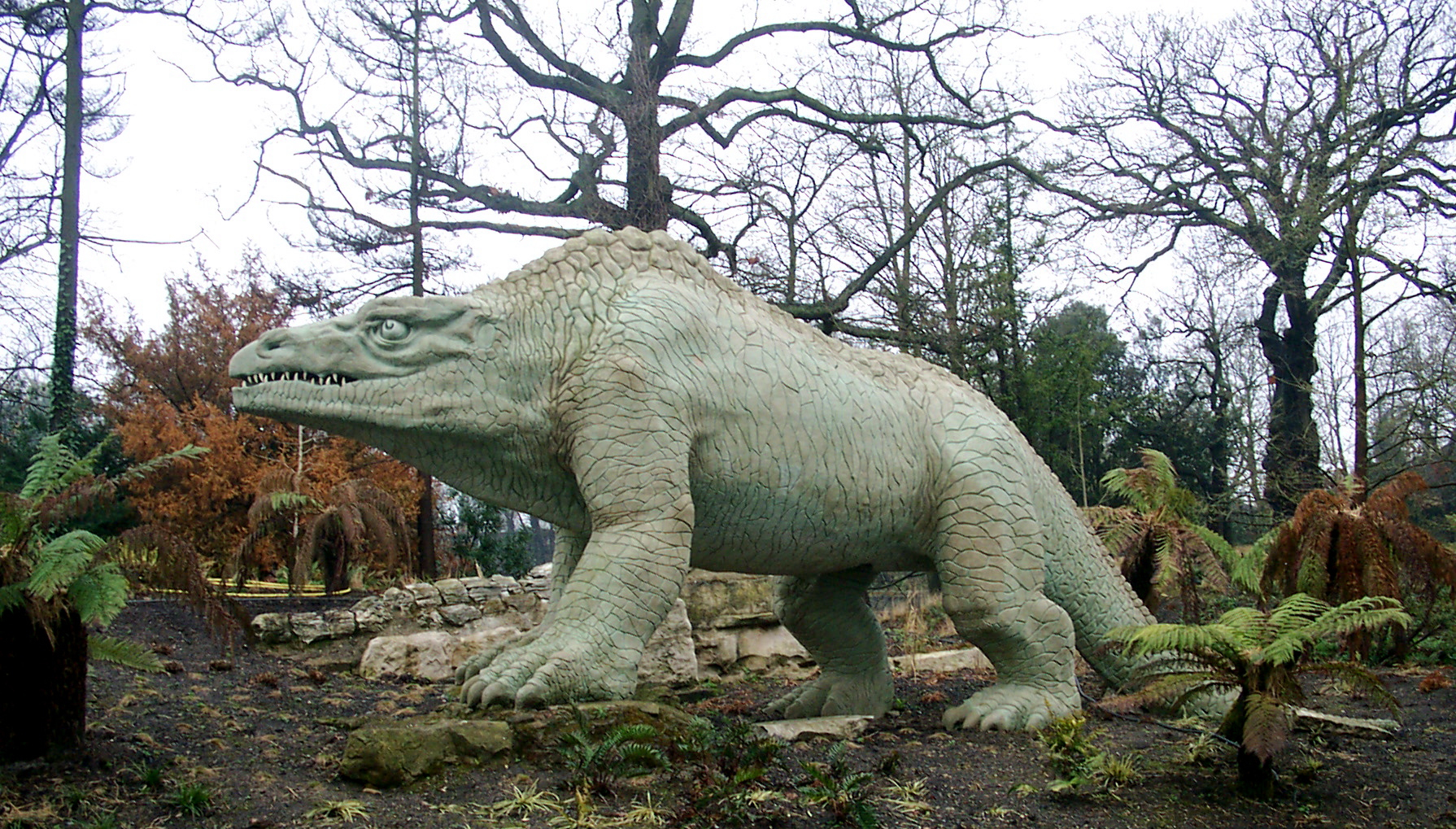
Статуя мегалозавра з парку Кришталевого палацу, Лондон

Наукове дослідження динозаврів почалося в 1820-х роках в Англії. У 1824 Вільямом Баклендом був описаний їхній перший представник, а саме мегалозавр. Пізніше, у 1826 році, Гідеон Мантелл описав ігуанодона, а у 1833 році — гілеозавра. У 1842 році Річард Оуен, побачивши відмінність цих трьох видів від інших рептилій, виокремив їх в надряд Dinosauria. Термін «динозавр», що він запровадив, у його розумінні означав слоноподібну рептилію. Амбітний популяризатор своїх відкриттів і теорій, Оуен був рушійною силою для створення скульптур динозаврів у Кришталевому палаці, першої масштабної публічної реконструкції динозаврів (1854). Ці скульптури, які можна побачити й сьогодні, увіковічнили дуже ранній етап у розумінні цих тварин.
У цей же період динозаври вперше з'явилися в популярній літературі, з побіжною згадкою про оуенськогго мегалозавра в «Холодному домі» Чарльза Дікенса (1852—1853). Однак, зображення динозаврів були рідкісними в XIX столітті, можливо, через неповноту знань. Попри широко розрекламовані «кістяні війни» кінця XIX століття між американськими палеонтологами Едвардом Дрінкером Копом та Отніелем Чарльзом Маршем, динозаври ще не були вкорінені в культурі. Марш, хоч і був піонером реконструкції скелетів, не підтримував виставлення на показ змонтованих експонатів і висміював скульптури Кришталевого палацу.
1858 року на території США було знайдено повний скелет динозавра, і з того часу пошуки скам'янілостей стали поширеним хобі.

### 1900—1930-ті: Нові технології

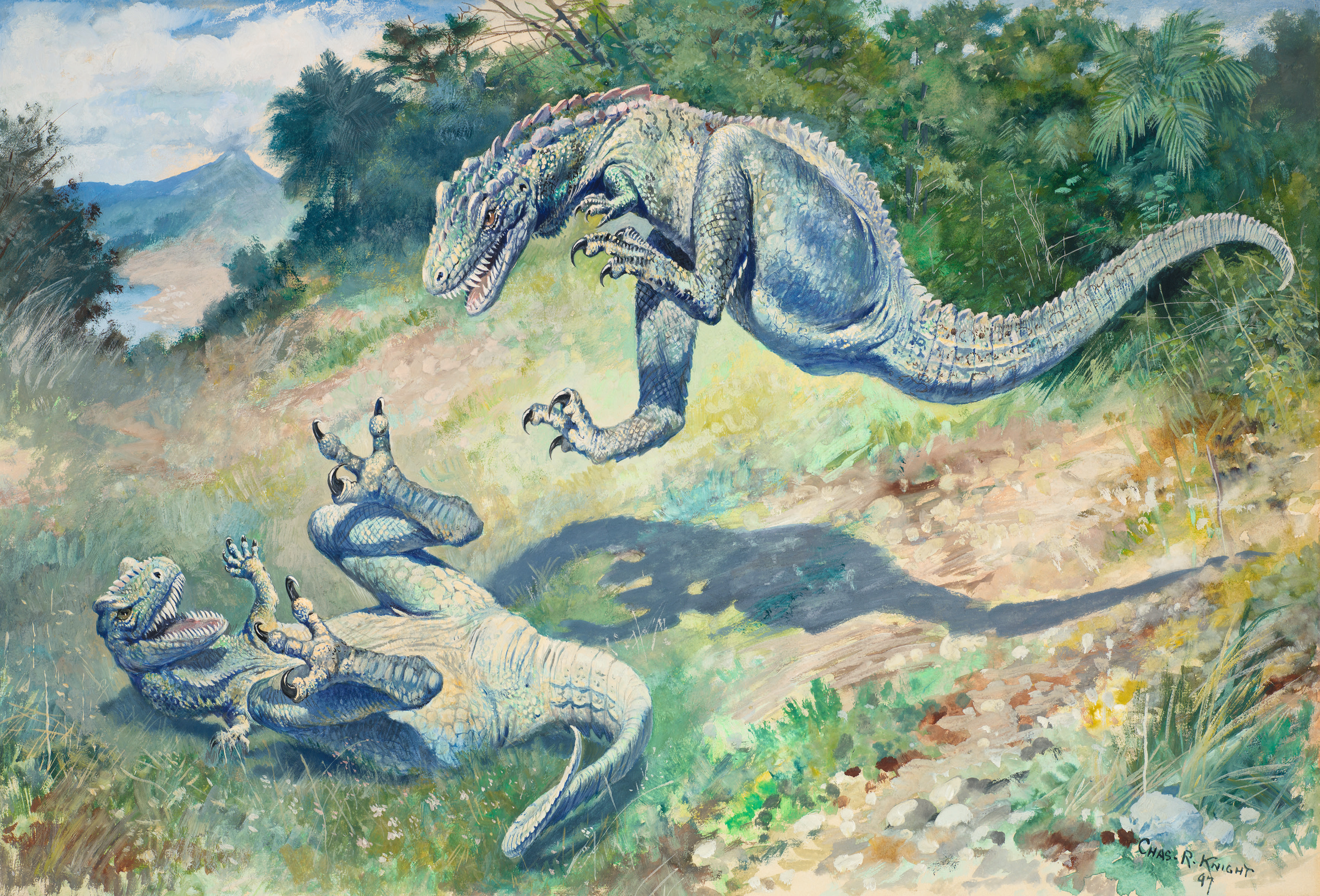
«Лаелапи» (тепер дриптозаври) 1897 р.

Картини Чарльза Р. Найта стали першими впливовими репрезентаціями нововідкритих північноамериканських знахідок палеонтології. Найт співпрацював з Американським музеєм природничої історії та його директором Генрі Ферфілдом Осборном, який хотів використати динозаврів та інших доісторичних тварин для популяризації свого музею та своїх ідей про еволюцію.
Роботи Найта, представлені в музеях Сполучених Штатів, допомогли популяризувати динозаврів і вплинули на наступні покоління палеохудожників. Його рання робота, присвячена битві «лаелапів» (дриптозаврів), зображувала динозаврів набагато жвавішими, ніж їх представляли протягом більшої частини XX ст. Водночас, удосконалення технологій лиття дозволило відтворювати скелети динозаврів і відправляти їх по всьому світу для експонування у закордонних музеях, привертаючи до них увагу ширшої аудиторії. Диплодок був першим динозавром, відтвореним у такий спосіб:203.

Динозаври почали з'являтися у фільмах невдовзі після появи кінематографа, першим з яких був короткометражний мультфільм «Динозавр Герті» у 1914 р. з кумедним бронтозавром у головній ролі. Девід Ґріффіт у фільмі «Brute Force» 1914 р. створив перший приклад агресивного кінодинозавра — цератозавра, що погрожував первісній людині. Цей фільм закріпив хибне уявлення про те, що динозаври та перші люди жили разом, і створив кліше, що динозаври були кровожерливими й нападали на все, що рухалося.

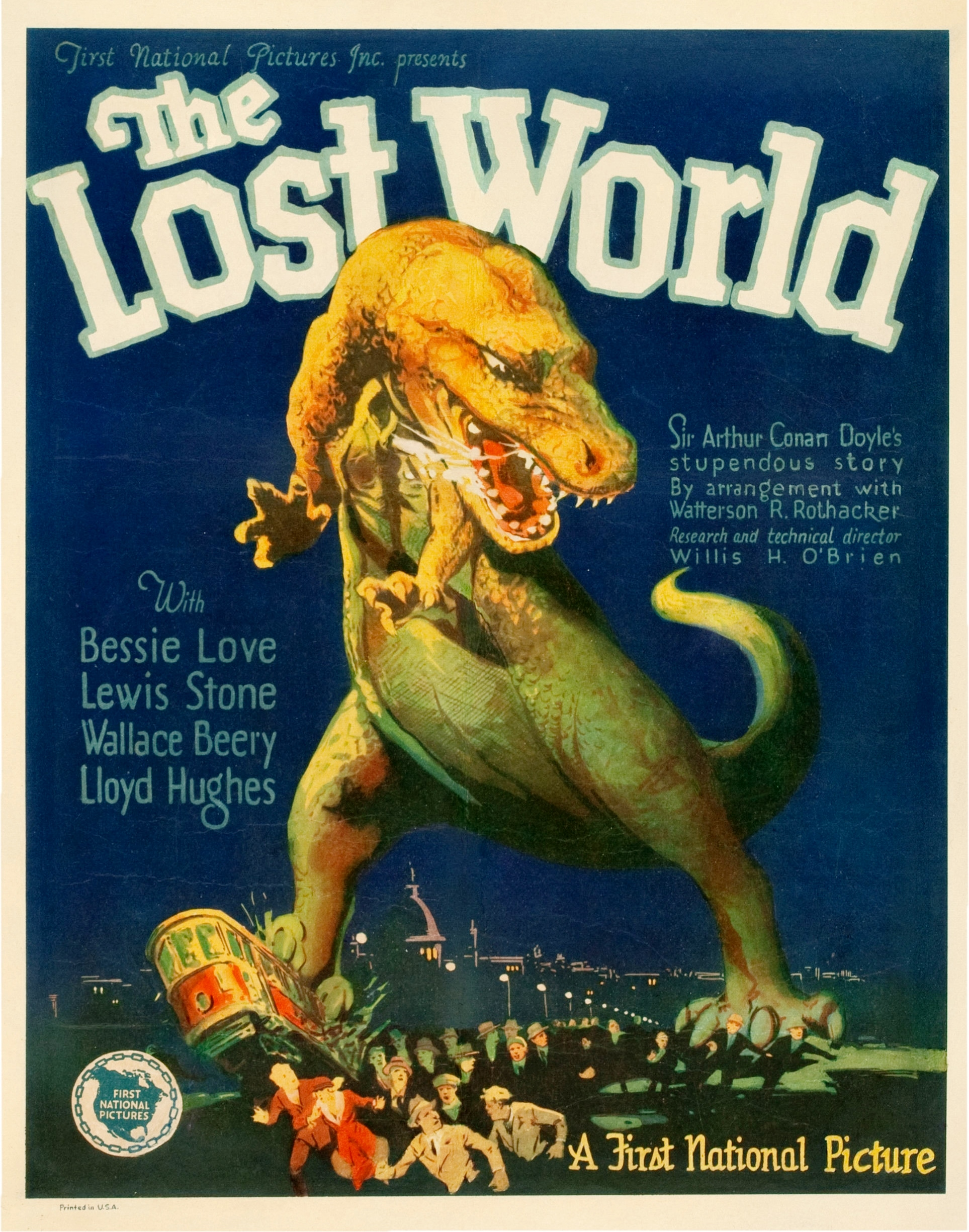
Постер фільму «Загублений світ» 1925 року

У 1864 році Жуль Верн написав роман «Подорож до центру Землі», де описав підземний світ, населений, серед інших істот, динозаврами. Попкультурна ідея про те, що динозаври не вимерли, а продовжують десь існувати, набула особливої популярності після виходу роману Артура Конан Дойла «Загублений світ» (1912). У 1925 році режисером Гарі О. Гойтом був знятий фільм «Загублений світ» — екранізація однойменного роману Дойла. Фільм встановив високі стандарти для тогочасних спецефектів та наукової достовірності. Навіть сьогодні зображення динозаврів як чогось більшого, ніж монстрів у постійній боротьбі, є незвичним.

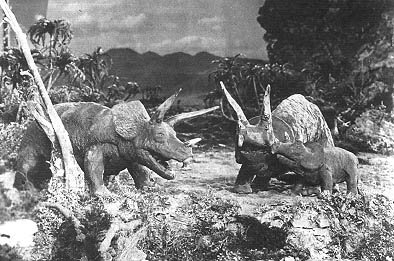
Динозаври в фільмі «Загублений світ» (1925)

Стоп-кадрові анімації Вілліса О'Брайєна дозволили оживити динозаврів у фільмі «Кінг-Конг» 1933 року. Цей фільм поєднує тропи войовничих динозаврів і загубленого світу. По сценарію, люди вирушають на острів Черепа, населений динозаврами та гігантською горилою Кінг-Конгом. Хоча у цьому фільмі головну роль грає Конг, динозаври грають не набагато меншу роль. Наприклад, у фільмі з'являється стегозавр та бронтозавр, які тут, на відміну від реальних стегозавра і бронтозавра, були показані як небезпечні хижі тварини, та тиранозавр, чия битва з Кінг-Конгом стала одною з найвпізнаваніших сцен фільму. Цей фільм розпочав одну із найстаріших і найвідоміших франшиз у світі — «Кінг-Конг».
Більшість пізніших фільмів про динозаврів, до появи комп'ютерної графіки, відмовляться від таких дорогих ефектів на користь дешевших, таких як люди в костюмах динозаврів або сучасні плазуни, збільшені та прикрашені, щоб виглядати як динозаври. У 1930-х роках образи динозаврів поширилася від газетних коміксів у «Alley Oop» до реклами «Sinclair Oil».

### Від 1930-х до 1970-х: Від млявих динозаврів до ренесансу

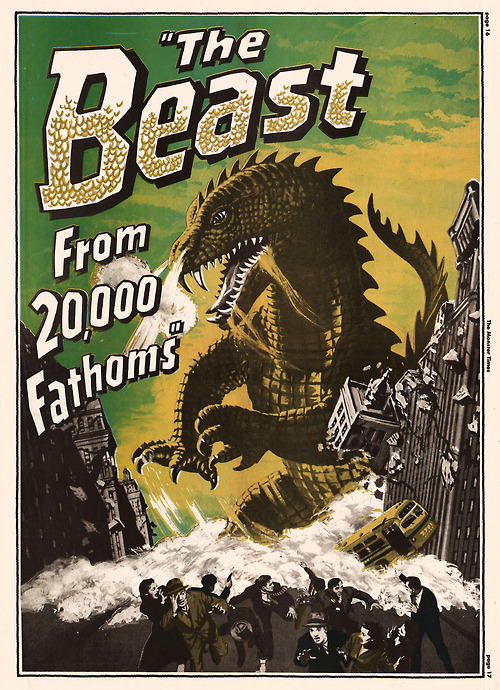
Постер фільму «Чудовисько з глибини 20 000 сажнів»

Велика депресія та Друга світова війна занурили вивчення динозаврів у десятиліття затишшя. Вчені розглядали динозаврів групою неспоріднених тварин, що не залишили нащадків:447–449 — відсталими, повільними, застряглими в болотах і приреченими на вимирання:15–16. Ілюстрації динозаврів, в першу чергу Рудольфа Цаллінгера та Зденека Буріана, висвітлювали та зміцнювали уявлення про динозаврів як повільних і статичних. Від таких зображень походить альтернативне вживання слова «динозавр» як чогось застарілого.
Тогочасні фільми зазвичай змальовували динозаврів як монстрів, додаючи до цього елементи страху перед атомною зброєю часів Холодної війни. Так, у фільмах «Чудовисько з глибини 20 000 сажнів» (1953) та «Ґодзілла» (японський реліз 1954 року; американський реліз 1956 року під назвою «Ґодзілла, король монстрів!») зображені жахливі доісторичні рептилії, подібні до динозаврів, розбуджені атомними випробуваннями, що виходять з-під контролю.
В анімаційному фільмі Діснея «Фантазія» (1940) серія «Ритуал весни» намагалась змалювати динозаврів з певною науковою точністю (однак вона зображає низку доісторичних тварин з багатьох часових періодів, що живуть одночасно). До того ж періоду належить чехословацький науково-фантастичний дитячий фільм «Подорож на початок часів» (1955), натхненний творчістю Зденека Буріана.
Для тих, хто хотів отримати більш наукову інформацію про динозаврів, почали з'являтися нетехнічні книги про динозаврів. Однією з перших таких книг стала «The Dinosaur Book» Едвіна Колберта (1945), і її статус як єдиної подібної книги протягом багатьох років зробив Колберта важливою фігурою для наступних поколінь палеонтологів та ентузіастів динозаврів.
Динозаври з'явилися в анімаційному ситкомі 1960-х років «Флінстоуни» — ще одному прикладі співіснування динозаврів з людьми (в цьому випадку задля комедійного ефекту).

### Від 1980-х до сьогодення: Переосмислення динозаврів

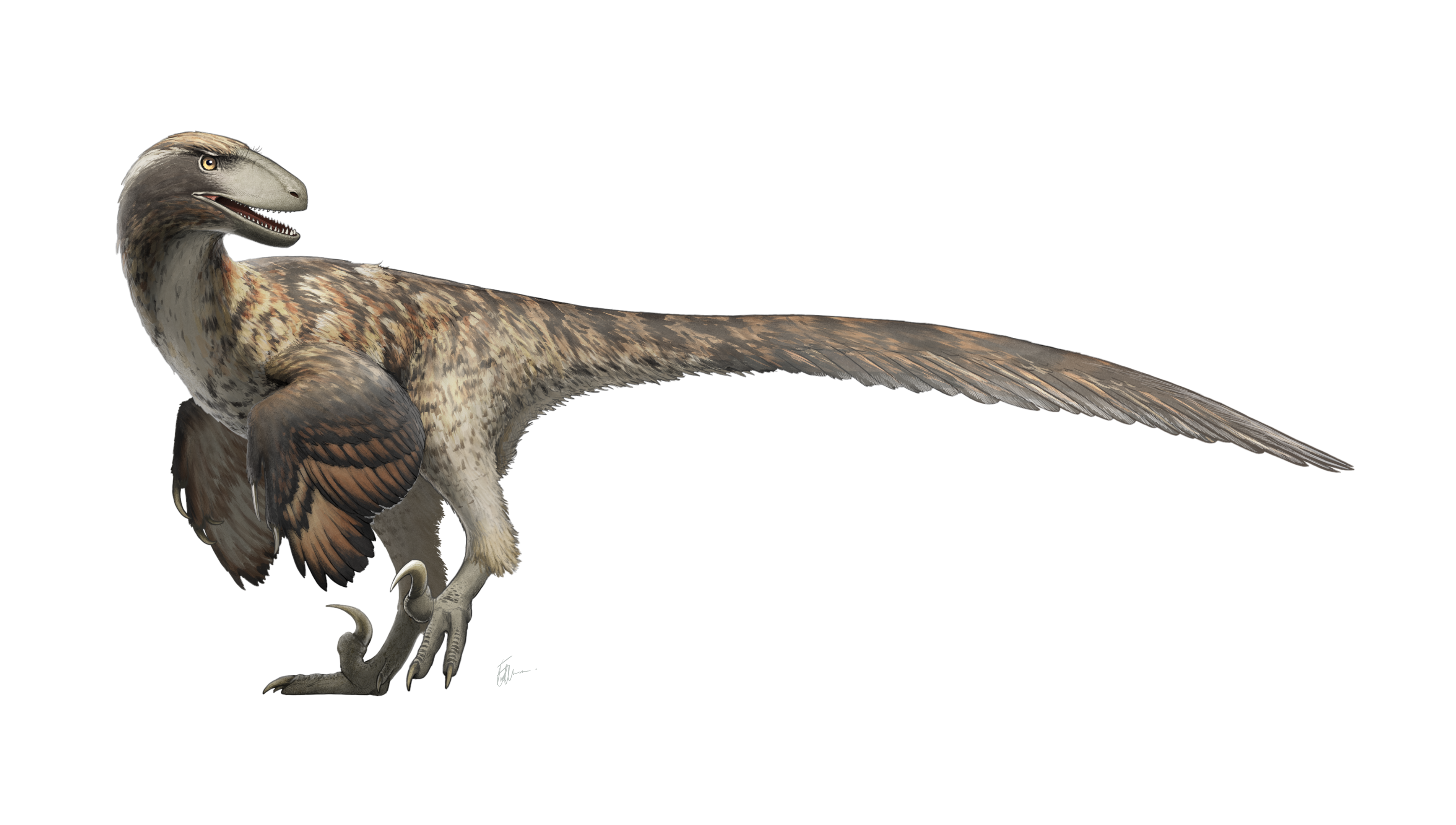
Художня реконструкція опереного Deinonychus antirrhopus, 2017 р.

У 1960-х роках палеонтолог Джон Остром розпочав роботу над тероподом дейноніхом. Його висновки, доповнені його учнем Робертом Т. Бакером, сприяли «Ренесансу динозаврів», революції у їхньому вивченні. Особливо важливими були переоцінка походження птахів, згідно якої, вони тісно пов'язані з целурозаврами та переоцінка фізіології динозаврів, яка показала, що вони не були млявими холоднокровними тваринами, якими їх довгий час вважали. Крім того, вони дбали про своє потомство, володіли складною поведінкою. Замість неповоротких гігантських ящірок в динозаврах стали вбачати рухливих, складно організованих і кмітливих істот. У зображеннях динозаврів з'явилися риси птахів і сучасних звірів. Однією зі знакових ілюстрацій періоду став пернатий динозавр Сари Лендрі у статті Баккера, опублікований у 1975 році в журналі «Scientific American». Ще одним відкриттям «Ренесансу» стала «метеоритна теорія», згідно якої динозаври вимерли через падіння на Землю величезного небесного тіла.
Фантаст Гаррі Гаррісон видав 1984 року роман «Захід Едему», де описував світ, в якому динозаври не вмерли, а розвинулися в мислячих істот. В результаті на планеті довелося боротися з наслідками наступу льодовиків двом цивілізаціям: розумним динозаврам, орієнтованим на біотехнології, і дикунам-людям.
1988 року у кінопрокат вийшли анімаційна стрічка «Земля до початку часів» з дитичатами апатозавра, трицератопса, завролофа, птеранодона та стегозавра у головних ролях. Станом на 2016 рік було випущено 14 фільмів серії.

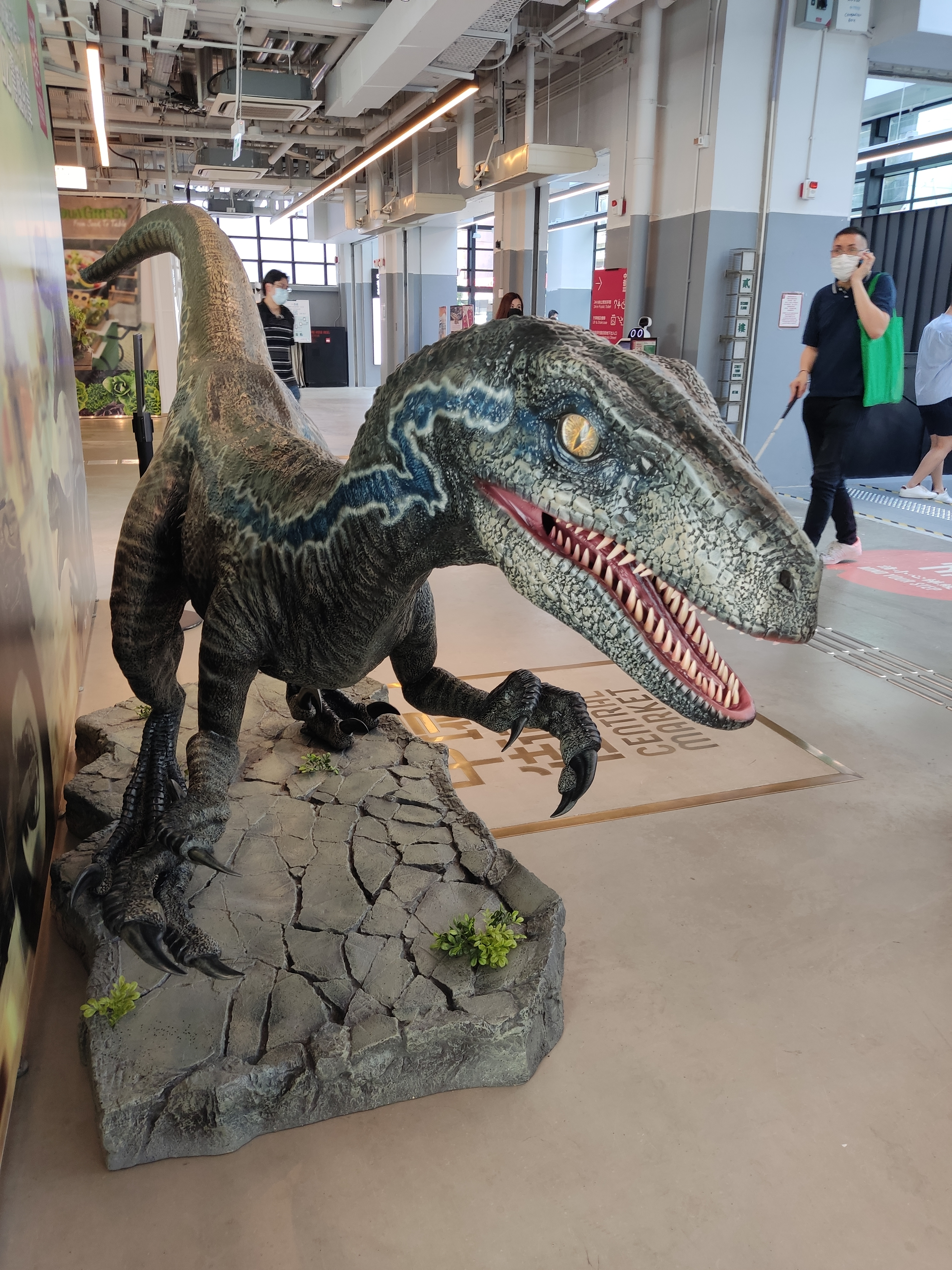
Велоцираптор дизайну «Світу Юрського періоду», 2022 р.

Визначним твором часу Ренесансу динозаврів став роман Майкла Крайтона «Парк Юрського періоду» (1990), за яким Стівеном Спілбергом у 1993 році було знято однойменний фільм. Тут динозаври відроджувалися в сучасності завдяки експериментам з генної інженерії задля відкриття парку розваг. Екранізація «Парку Юрського періоду» повернула динозаврів на екрани, в тому числі у документальних і псевдодокументальних фільмах.
У 1992 році ілюстратор і письменник Джеймс Ґарні започаткував серію книг «Динотопія», в якій зобразив утопічну країну, де люди та розумні динозаври живуть у єдиному гармонійному суспільстві. У 2002 році Walt Disney Television і Hallmark Entertainment був випущений одноіменний міні-серіал за мотивами творів Ґарні.
Анімаційний фільм Діснея «Динозавр» став найдорожчим фільмом 2000 року, але мав успіх у прокаті, як і інші фільми накшталт «Льодовиковий період 3: Ера динозаврів» 2009 року, «Прогулянки з динозаврами: Фільм» 2013 року та анімаційний фільм Піксар та Діснея 2015 року «Добрий динозавр».
Значною мірою образ активних, граційних динозаврів популяризував телесеріал «Прогулянки з динозаврами» (1999) та «Доісторична планета» (2022) після нього.

## Галерея

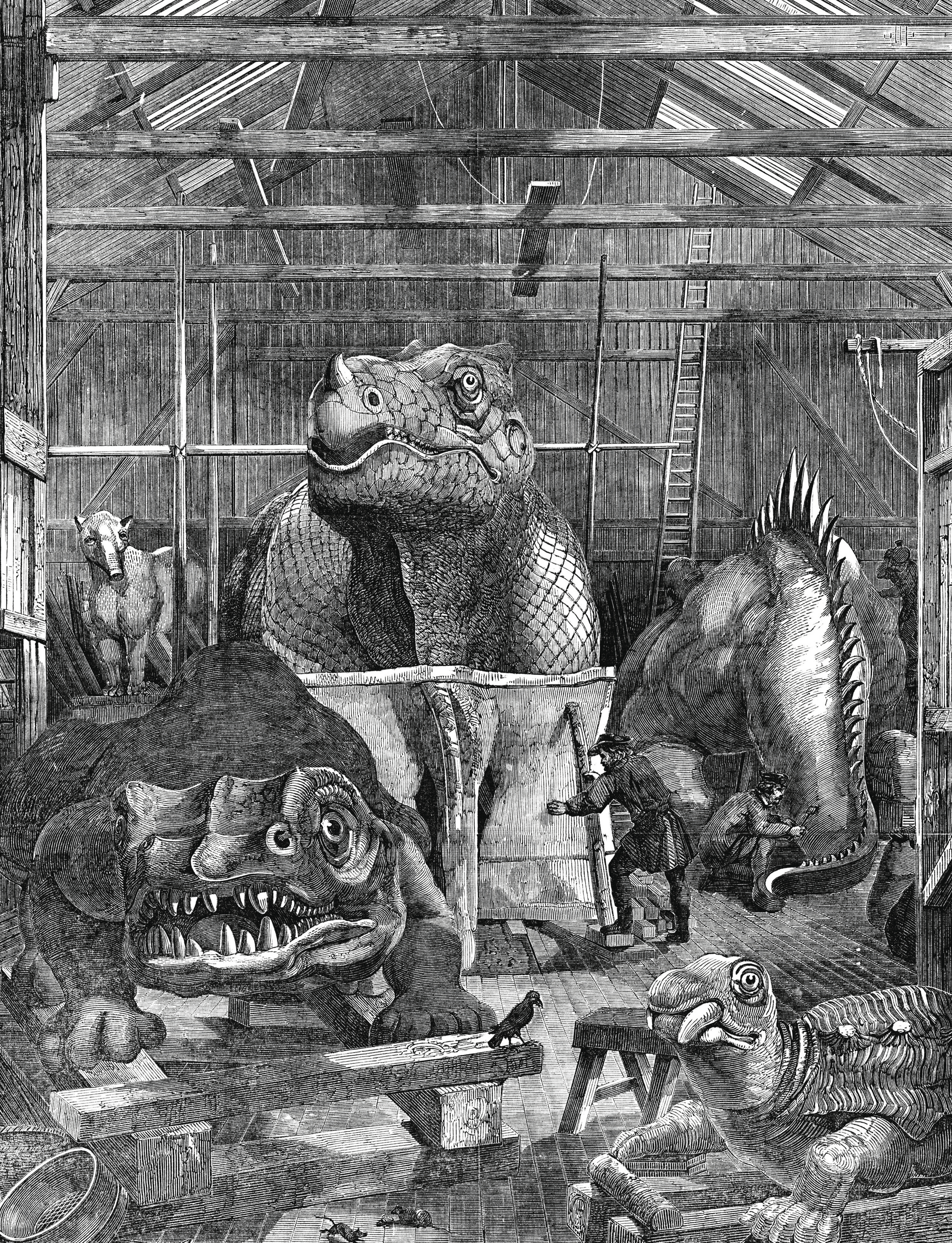
Створення скульптур для Кришталевого палацу у студії Бенджаміна Гокінса(інші мови), гравюра, 1853 р.
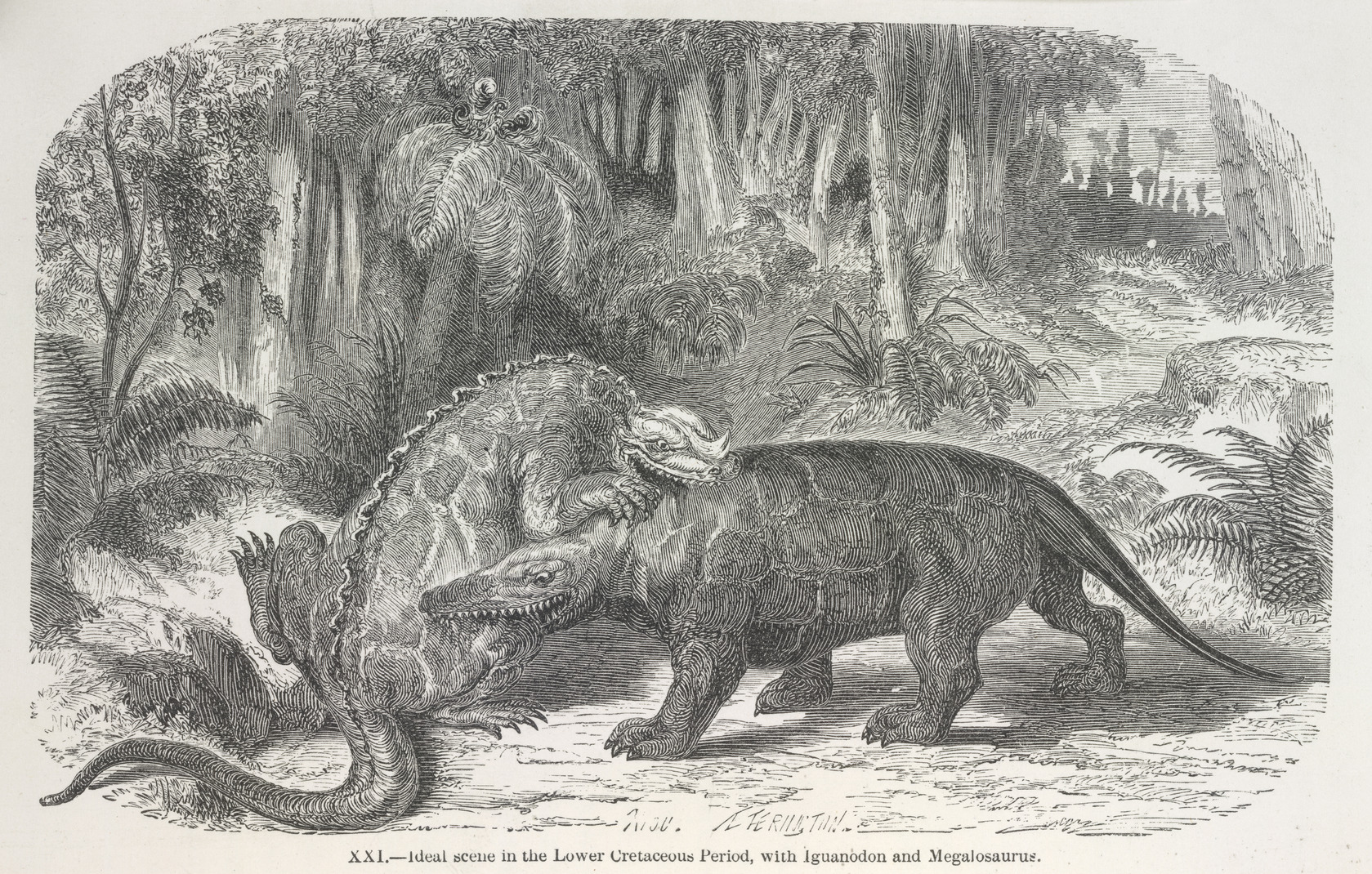
«Битва динозаврів», що зображує ігуанодона і мегалозавра, гравюра Едуара Ріу, 1865 р.
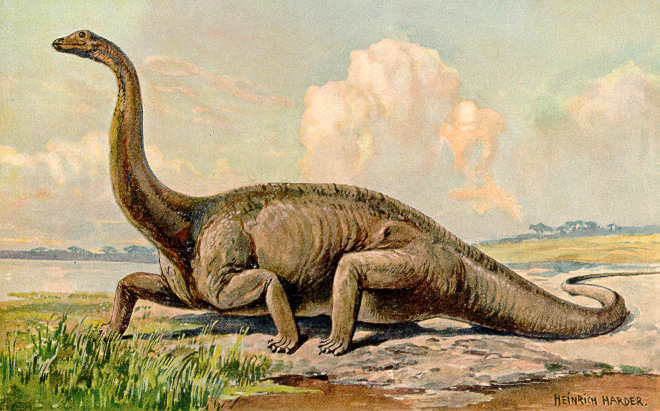
Диплодок Генріха Гардера, ~1916 р.
- Фрагмент фільму «Загублений світ», 1925 р.
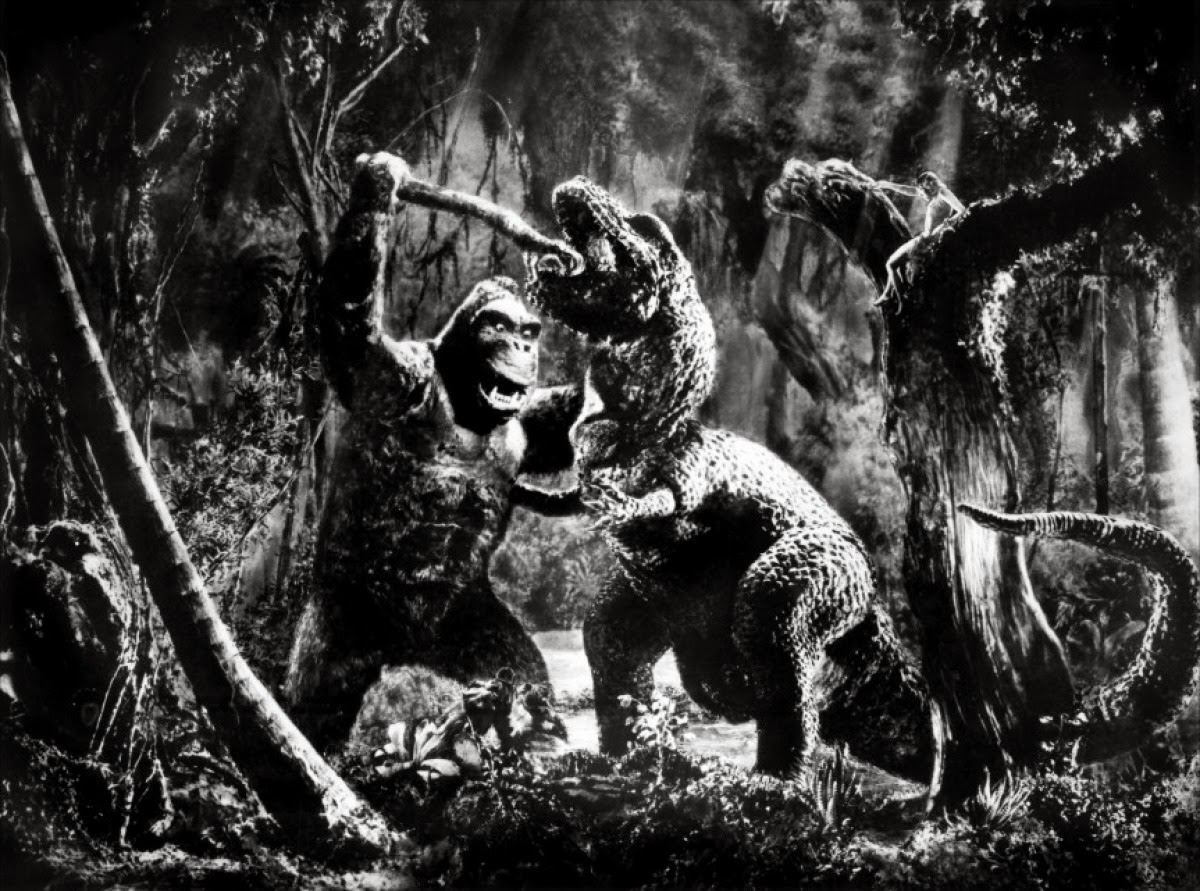
Кінг-Конг проти тиранозавра у фільмі 1933 року
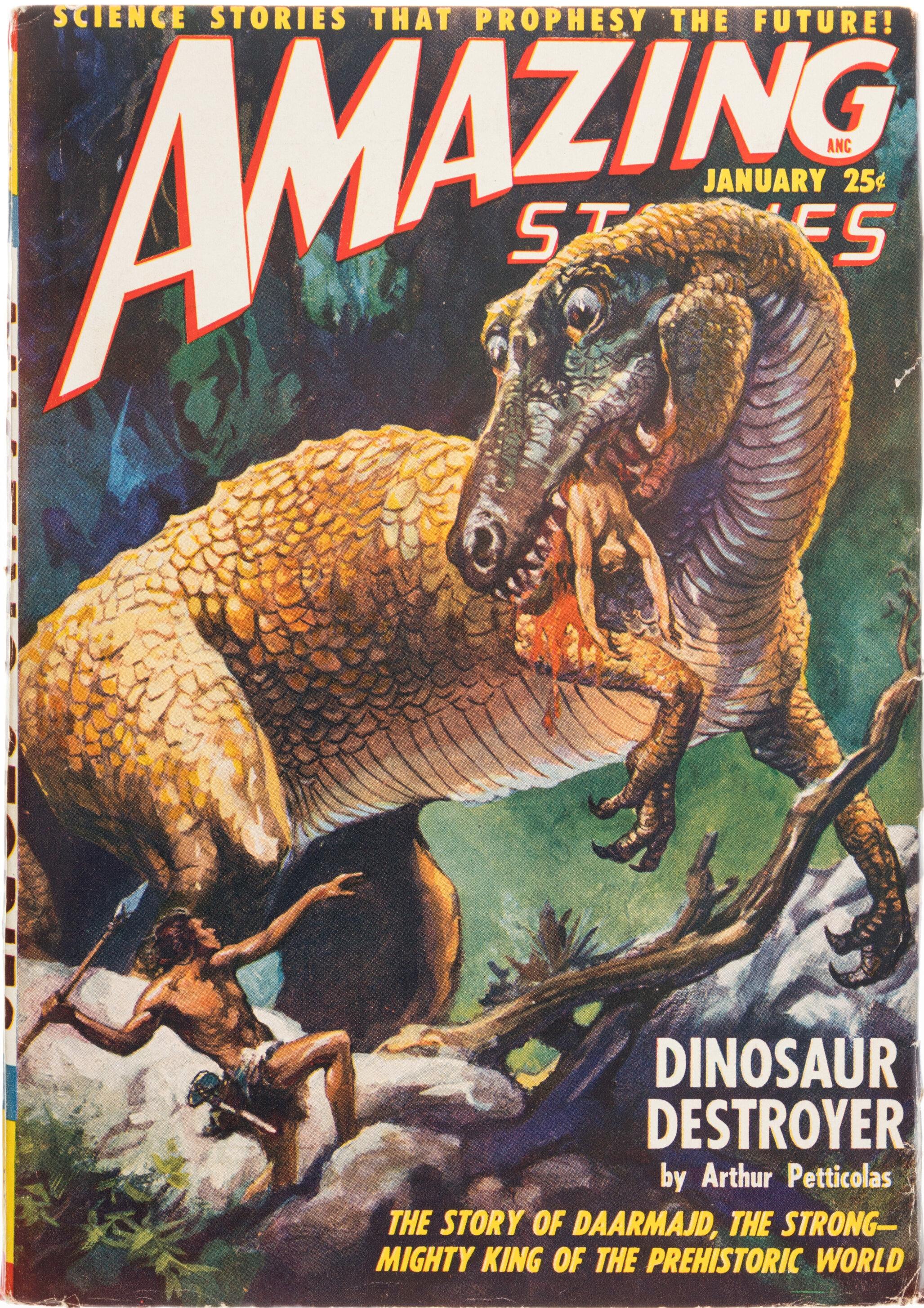
Обкладинка «Amazing Stories», січень 1949 р.
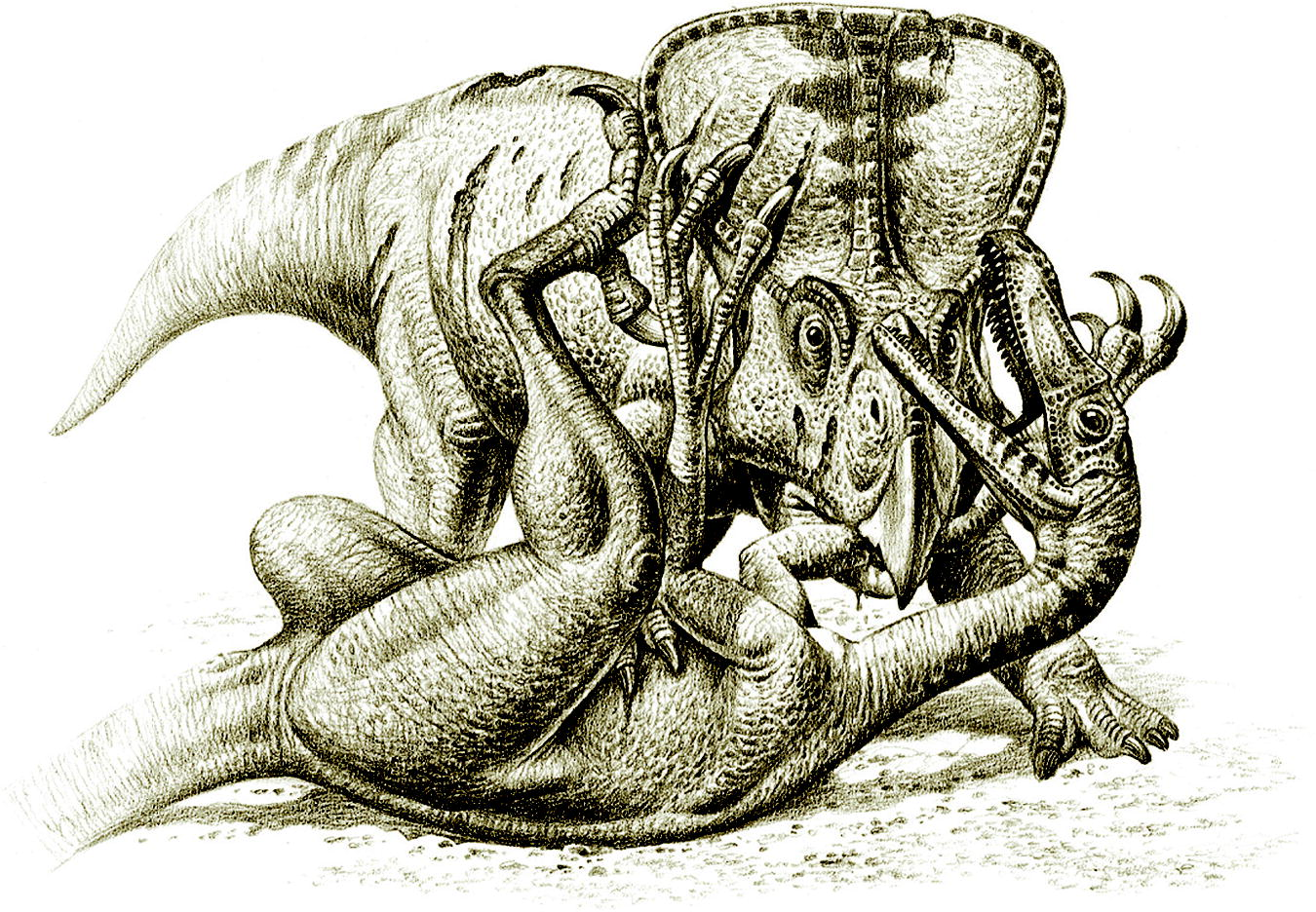
Велоцираптор проти протоцератопса, застаріла реконструкція визначної знахідки «The Fighting Dinosaurs», 2003
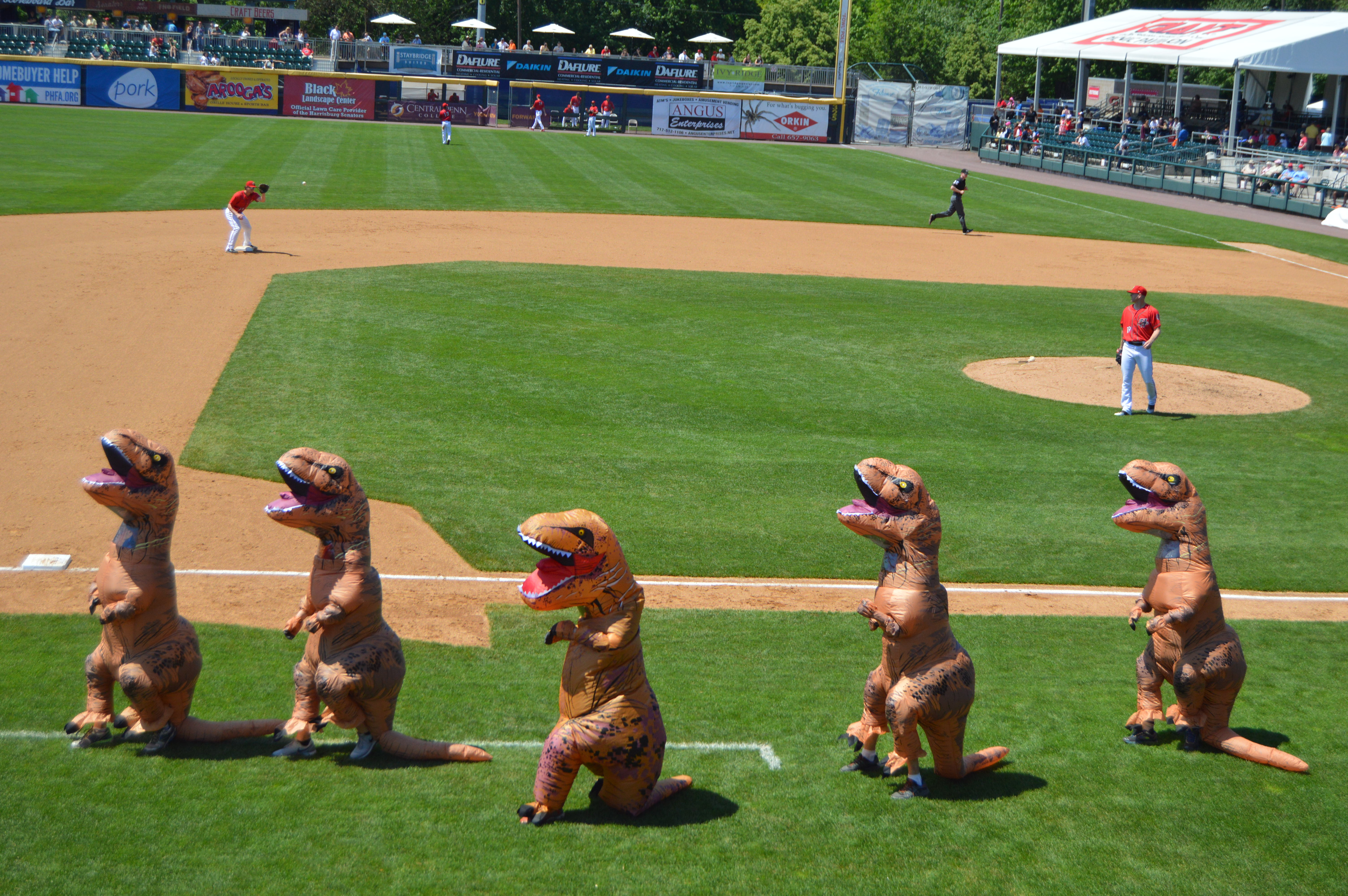
Люди в костюмах динозаврів